# ۱۱۲۶ (قمری)
۱۱۲۶ (قمری)، هزار و صد و بیست و ششمین سال در گاهشماری هجری قمری است. اول محرم این سال برابر با هفدهم ژانویه سال ۱۷۱۴ میلادی است.